# Амбруаз Нумазалай
Амбруаз Едуар Нумазалай (фр. Ambroise Édouard Noumazalaye; 23 вересня 1933 — 17 листопада 2007) — конголезький державний і політичний діяч, третій прем'єр-міністр Республіки Конго, голова Сенату від 2002 до 2007 року.

## Політична кар'єра
2 липня 1964 року на установчих зборах Нумазалай було обрано на пост генерального секретаря партії Національний революційний рух. У квітні 1966 року після усунення Паскаля Ліссуби від посади голови уряду Нумазалай очолив кабінет міністрів, одночасно отримавши в ньому портфель міністра планування. Очолював уряд до січня 1968 року, коли президент Альфонс Массамба-Деба вирішив, що посада прем'єр-міністра є зайвою та що він сам буде виконувати його обов'язки.
Того ж року він став членом Національної ради революції, втім уже в грудні був виведений з її складу. На початку 1970 року ввійшов до політбюро Конголезької партії праці (КПП) Маріана Нгуабі.
Після невдалої спроби державного перевороту 22 лютого 1972 року Нумазалай було заарештовано та 25 березня засуджено до страти. Того ж дня президент Нгуабі замінив йому вирок на довічне ув'язнення.
1984 року, вже за президентства Дені Сассу-Нгессо Нумазалай було звільнено та обрано до складу центрального комітету КПП, також він отримав пост міністра промисловості та ремесел. Під час IV позачергового з'їзду КПП, що відбувався 4-7 грудня 1990 року, його було обрано генеральним секретарем партії.
На перших демократичних виборах у Конго 1992 року Нумазалай підтримував кандидатуру Ліссуби, втім після перемоги останнього КПП пішла в опозицію через те, що новообраний президент надав її членам набагато менше міністерських посад, аніж передбачалось.
2002 року Нумазалай було обрано до лав Сенату від Лікуали, де 10 серпня його було обрано на пост голови законодавчого органу. Очолював Сенат до самої своєї смерті 2007 року.